# 松本凪生
松本 凪生（まつもと なぎ、2001年9月4日 - ）は、大阪府大阪市平野区出身のプロサッカー選手。Jリーグ・サガン鳥栖所属。ポジションはミッドフィールダー。

## 来歴
喜連東FC、セレッソ大阪エリートクラス南津守コース、セレッソ大阪U-15、セレッソ大阪U-18に所属。
2018年3月にセレッソ大阪のトップチームに2種登録される。その後、2年生ながらU-23チームに加わり、J3リーグで経験を積んだ。2019年11月、C大阪のトップチームに内定したことを発表した。
2021年は栃木SCに育成型期限付き移籍。12月28日、2022シーズンからヴァンフォーレ甲府へ育成型期限付き移籍することが発表された。
加入1年目で主力に定着。天皇杯では全試合出場し、4回戦サガン鳥栖戦ではハーフウェイラインでボールを奪い、そのまま長距離のロングシュートを決めて、チームの3季振りの準々決勝進出に貢献した。決勝戦では途中出場し、PK戦のキッカーも務めてPKを成功させて優勝に貢献。リーグ戦30試合出場、90分平均のボール奪取回数はJ2で3位タイの16回だった。
2023年、ACLでは3試合に出場して予選突破に貢献した。
2024年からモンテディオ山形に期限付き移籍で加入。
2025年、セレッソ大阪に復帰。

## 所属クラブ
- 喜連東FC
- 2014年 - 2016年 セレッソ大阪U-15
- 2017年 - 2019年 セレッソ大阪U-18（興國高等学校）
  - 2018年 - 2019年 セレッソ大阪（2種登録選手）
- 2020年 -  セレッソ大阪
  - 2021年  栃木SC（育成型期限付き移籍）
  - 2022年 - 2023年  ヴァンフォーレ甲府（育成型期限付き移籍）
  - 2024年  モンテディオ山形（期限付き移籍）
  - 2025年 -  サガン鳥栖 (期限付き移籍)

## 個人成績
| 国内大会個人成績 | 国内大会個人成績 | 国内大会個人成績 | 国内大会個人成績 | 国内大会個人成績 | 国内大会個人成績 | 国内大会個人成績 | 国内大会個人成績 | 国内大会個人成績 | 国内大会個人成績 | 国内大会個人成績 | 国内大会個人成績 |
| 年度             | クラブ           | 背番号           | リーグ           | リーグ戦         | リーグ戦         | リーグ杯         | リーグ杯         | オープン杯       | オープン杯       | 期間通算         | 期間通算         |
| 年度             | クラブ           | 背番号           | リーグ           | 出場             | 得点             | 出場             | 得点             | 出場             | 得点             | 出場             | 得点             |
| 日本             | 日本             | 日本             | 日本             | リーグ戦         | リーグ戦         | リーグ杯         | リーグ杯         | 天皇杯           | 天皇杯           | 期間通算         | 期間通算         |
| ---------------- | ---------------- | ---------------- | ---------------- | ---------------- | ---------------- | ---------------- | ---------------- | ---------------- | ---------------- | ---------------- | ---------------- |
| 2020             | C大阪            | 41               | J1               | 0                | 0                | 0                | 0                | -                | -                | 0                | 0                |
| 2021             | 栃木SC           | 41               | J2               | 27               | 1                | -                | -                | 1                | 0                | 28               | 1                |
| 2022             | 甲府             | 20               | J2               | 30               | 3                | -                | -                | 6                | 1                | 36               | 4                |
| 2023             | 甲府             | 24               | J2               | 29               | 1                | -                | -                | 2                | 0                | 31               | 1                |
| 2024             | 山形             | 20               | J2               | 14               | 0                | 1                | 0                | 2                | 1                | 17               | 1                |
| 2025             | C大阪            | 15               | J1               | 0                | 0                | 0                | 0                | -                | -                | 0                | 0                |
| 2025             | 鳥栖             | 2                | J2               |                  |                  |                  |                  |                  |                  |                  |                  |
| 通算             | 日本             | 日本             | J1               | 0                | 0                | 0                | 0                | 0                | 0                | 0                | 0                |
| 通算             | 日本             | 日本             | J2               | 100              | 5                | 1                | 0                | 11               | 2                | 112              | 7                |
| 総通算           | 総通算           | 総通算           | 総通算           | 100              | 5                | 1                | 0                | 11               | 2                | 112              | 7                |

そのほかの公式戦
- 2023年
  - スーパーカップ 1試合0得点

| 2018   | C大23  | 51     | J3     | 8  | 0 | 8  | 0 |
| 2019   | C大23  | 41     | J3     | 18 | 0 | 18 | 0 |
| 2020   | C大23  | 41     | J3     | 30 | 3 | 30 | 3 |
| 通算   | 日本   | 日本   | J3     | 56 | 3 | 56 | 3 |
| 総通算 | 総通算 | 総通算 | 総通算 | 56 | 3 | 56 | 3 |

| 国際大会個人成績 | 国際大会個人成績 | 国際大会個人成績 | 国際大会個人成績 | 国際大会個人成績 |
| 年度             | クラブ           | 背番号           | 出場             | 得点             |
| AFC              | AFC              | AFC              | ACL              | ACL              |
| ---------------- | ---------------- | ---------------- | ---------------- | ---------------- |
| 2023-24          | 甲府             | 24               | 3                | 0                |
| 通算             | AFC              | AFC              | 3                | 0                |

- 2018年・2019年は2種登録選手。

出場歴
- Jリーグ初出場 - 2018年4月1日 J3第5節 FC東京U-23戦 (キンチョウスタジアム)
- Jリーグ初得点 - 2020年8月22日 J3第11節 SC相模原戦 (ヤンマースタジアム長居)

## タイトル

### クラブ
セレッソ大阪U-15
- 高円宮杯U-15サッカーリーグ関西 サンライズリーグ:1回 (2014年)
- 高円宮杯 JFA 全日本U-15サッカー選手権大会（2015年）

ヴァンフォーレ甲府
- 天皇杯 ：1回（2022年）

## 代表歴
- U-15日本代表
  - デッレナツィオーニトーナメント（2015年）
- U-16日本代表
  - U-16インターナショナルドリームカップ（2016年）
  - AFC U-16選手権（2016年）
- U-17日本代表
  - UAEフットボールカップ（2018年）
- U-18日本代表
  - コパ・デル・アトランティコ（2019年）
  - SBSカップ 国際ユースサッカー（2019年）
  - AFC U-19選手権2020・予選（2019年）
- U-19日本代表
  - 千葉トレーニングキャンプ（2020年）
- U-20日本代表
  - 千葉トレーニングキャンプ（2021年）